# Kitakinki Tango Railway
La Kitakinki Tango Railway Corporation (北近畿タンゴ鉄道株式会社, Kitakinki Tango Tetsudō Kabushiki-gaisha) est une des entreprises japonaises sur le transport ferroviaire de passagers.
Le nom de  la compagnie prend référence à la région où la société est implantée. Kitakinki (北近畿, Kitakinki) se réfère au nord de la  région du Kinki  (北 (Nord) et 近畿 (Kinki). Tango, lui se référenre à l'ancienne province japonaise Tango.

## Réseau
En 2015, la société arrête d'exploiter elle-même les lignes, charge la société WILLER TRAINS (Kyoto Tango Railway)  de la gestion, mais reste propriétaire du matériel roulant (locomotive, voiture, wagon...) et des voies..
L’entreprise reste propriétaire des lignes
- Ligne Miyafuku (Fukuchiyama à Miyazu)
- Ligne Miyazu (Toyooka à Maizuru)

## Exploitation

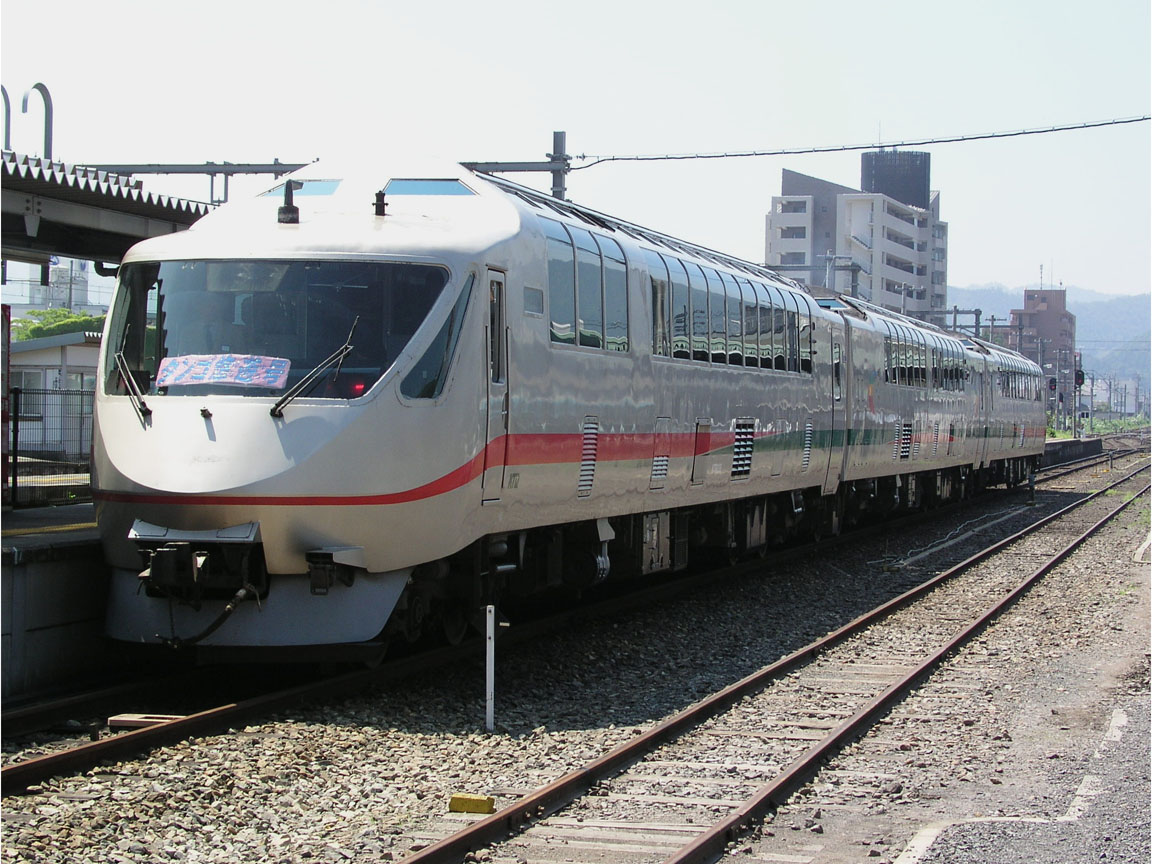
Locomotive de série KTR001
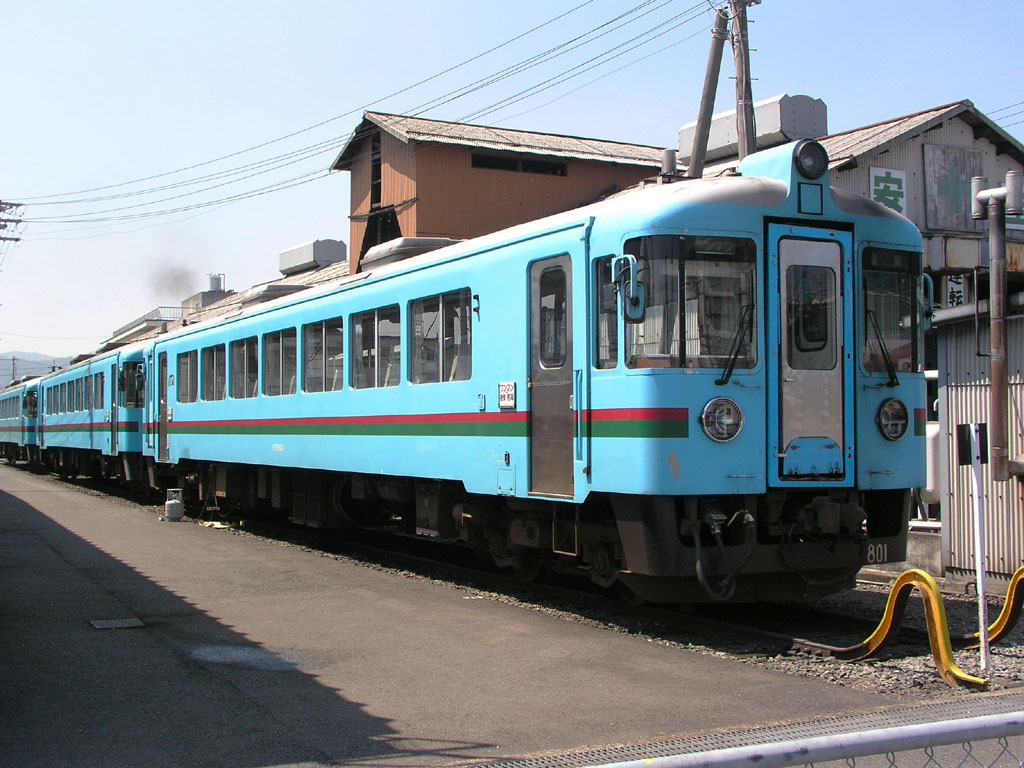
Locomotive de série KTR800
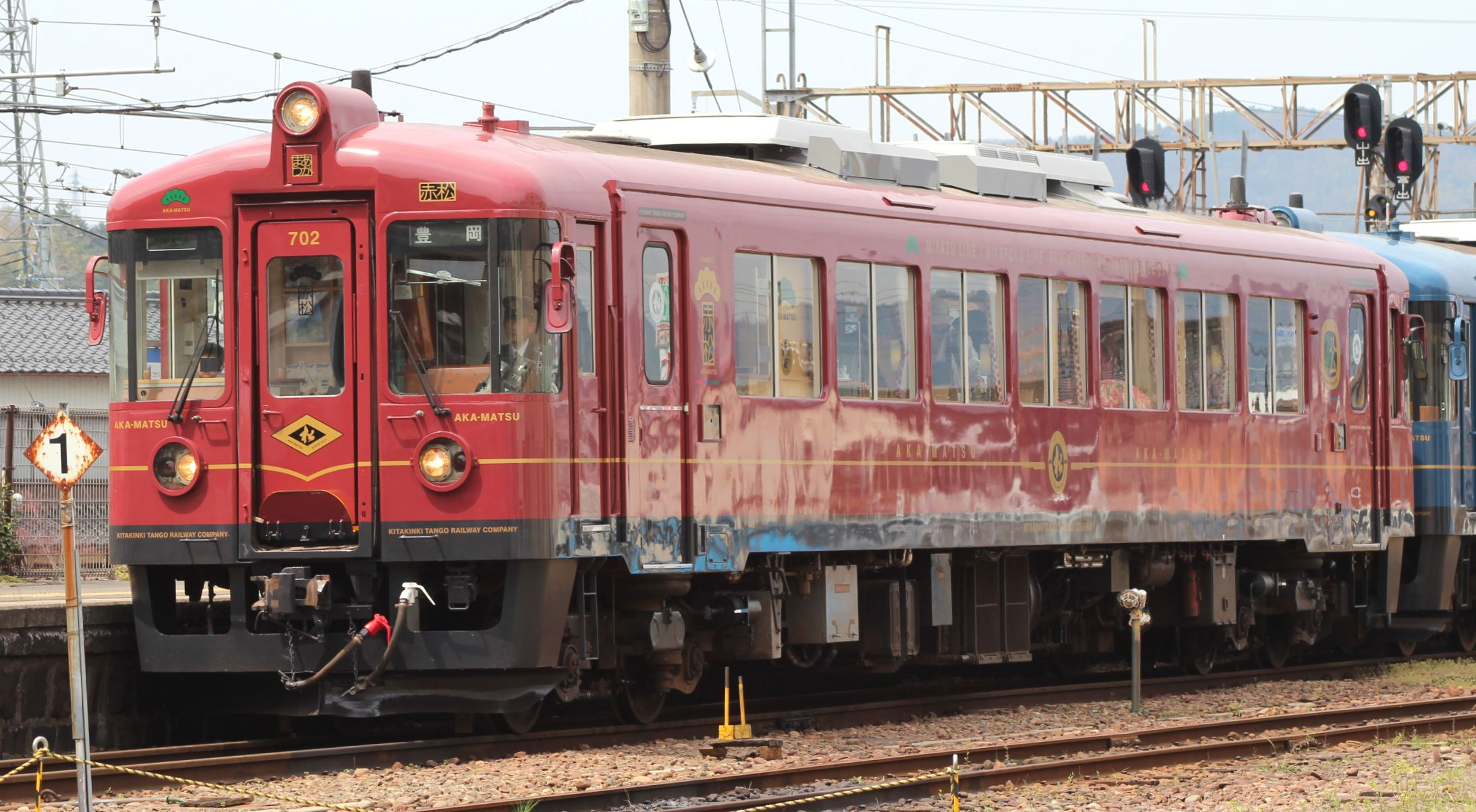
Locomotive de série KTR700 (Rouge)
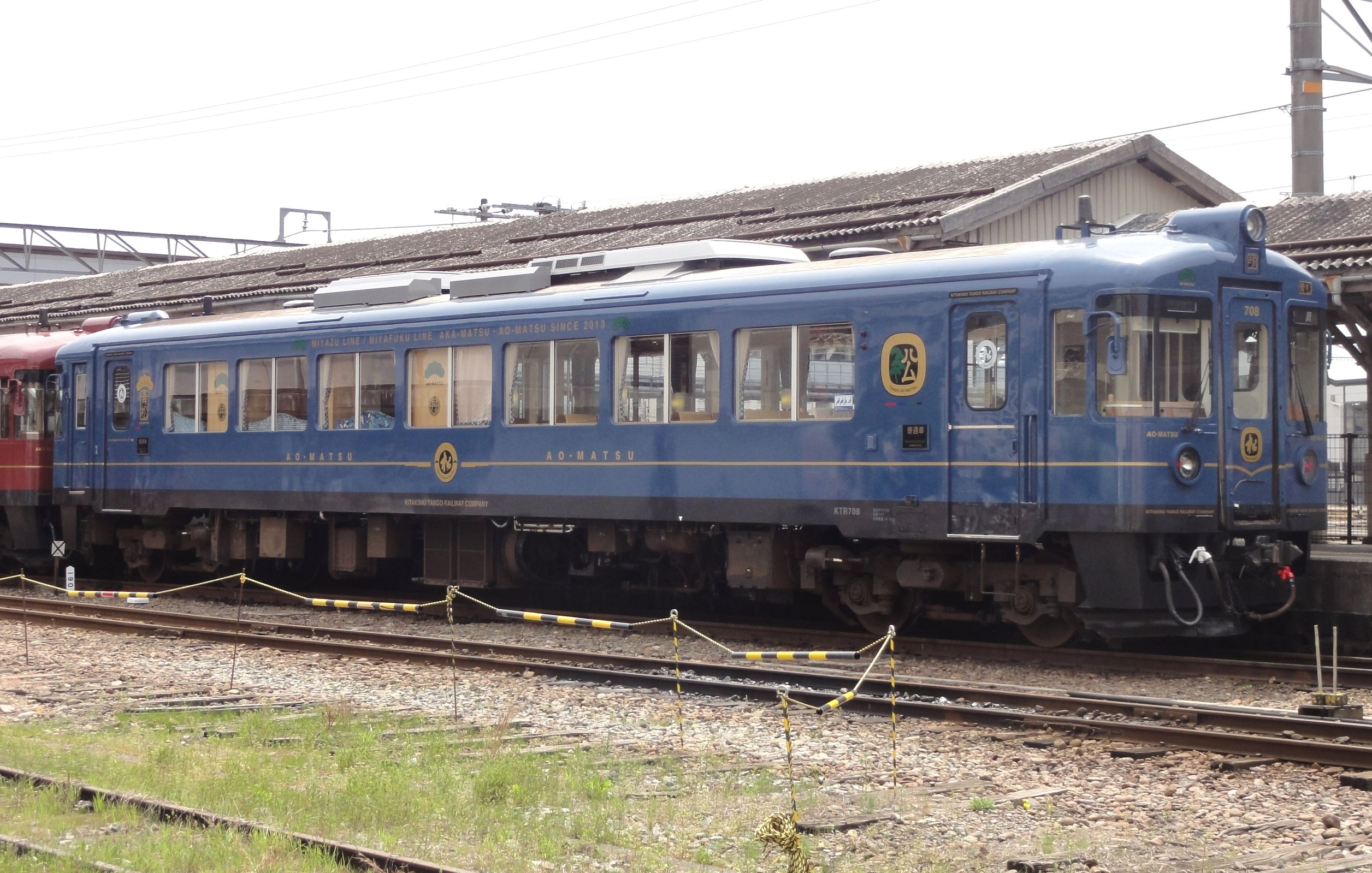
Locomotive de série KTR700 (Bleu)
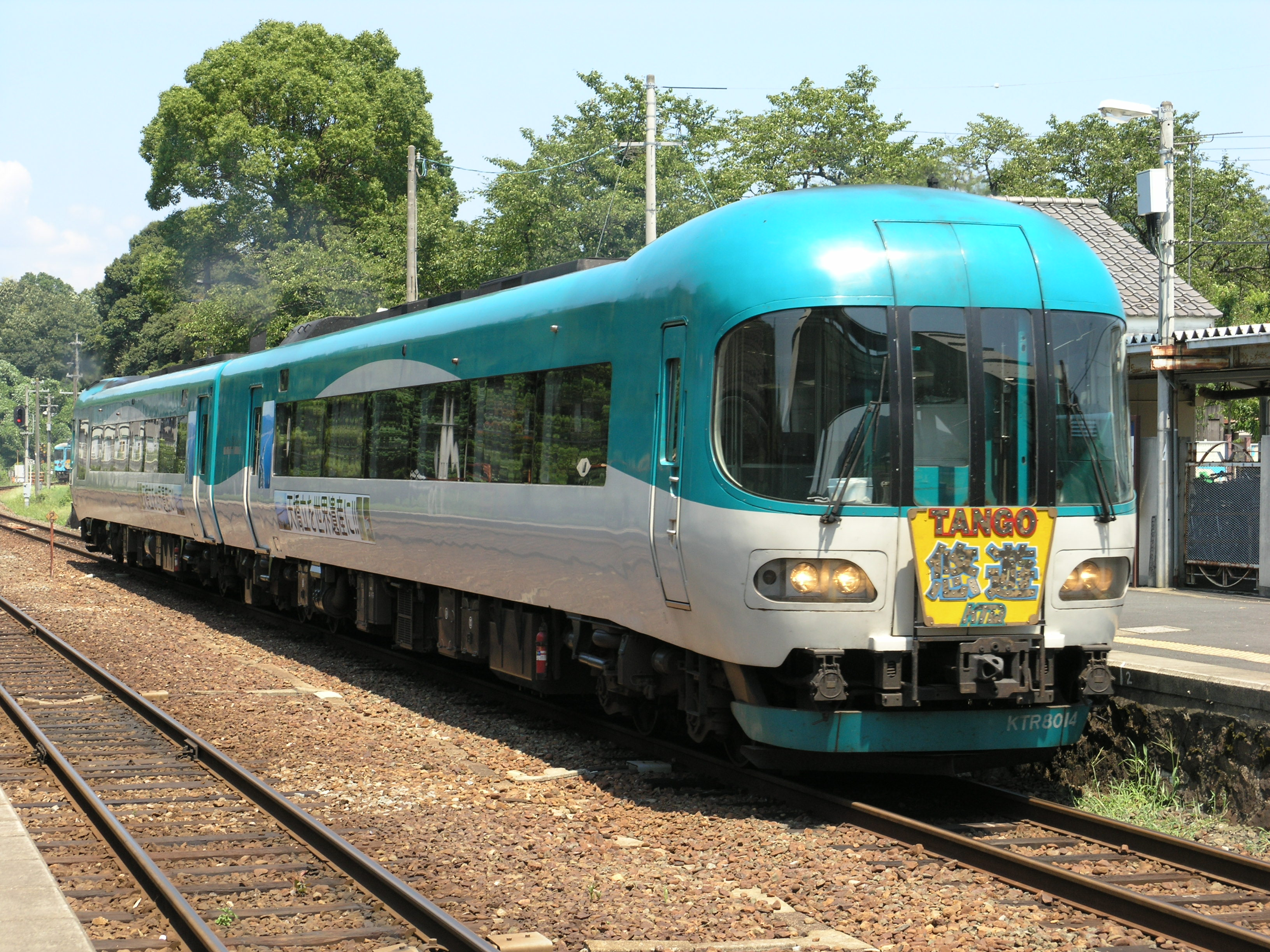
Locomotive de série KTR8000-TANGO